# Skordupiany (gmina Grażyszki)
Skordupiany (lit. Skardupiai) – wieś na Litwie, na Suwalszczyźnie, w gminie Grażyszki w rejonie wyłkowyskim w okręgu mariampolskim.
Za Królestwa Polskiego przynależała administracyjnie do gminy Wojtkobole w powiecie wyłkowyskim.